# Ernst Adolf Eschke
Ernst Adolf Eschke (* 17. Dezember 1766 in Meißen; † 17. Juli 1811 in Berlin) war ein hörender Gehörlosenlehrer, Oberschulrat, Schriftsteller und Jurist. Er gründete das Taubstummeninstitut in Niederschönhausen, das später seinen Sitz in der Berliner Linienstraße hatte.

## Leben
In Meißen als Sohn eines Kreissteuereinnehmers geboren, erhielt Eschke zuerst Hausunterricht durch die Magister Große und Uhle. Später besuchte er ab 1778 die „Königlich-Sächsische Landesschule Sanct Afra“ in Meißen.
Mit 14 Jahren war er 1780 bereits Lehrer für seine jüngeren Geschwister. In Wittenberg begann er 1782 mit 17 Jahren ein Jurastudium und ein Studium der Philosophie. Dieses Studium setzte er 1785 in Leipzig fort.
Sein Interesse galt jedoch mehr den Bereichen Pädagogik, Philosophie und Psychologie sowie dem Studium alter Schriften. So wurde er zum Anhänger der philanthropischen Bewegung, in welcher der behinderte Mensch erstmals im Mittelpunkt steht.
1803 wurde Eschke von der galvanischen Societät in Paris als korrespondierendes Mitglied aufgenommen. Er verfasste über 120 Aufsätze und mehrere Bücher.
Eschke starb im Alter von 45 Jahren in Berlin und wurde auf dem Friedhof der Berliner Sophiengemeinde begraben.

## Lehrtätigkeit
Verschiedene Faktoren erregten sein Interesse für Gehörlose: 1786 eine Begegnung mit Gehörlosen in Wien, die Bekanntschaft mit Samuel Heinicke und der Kontakt zu Abbé de l’Epée.
Er besuchte Heinicke schließlich seinem Taubstummeninstituts in Leipzig und heiratete 1787 Heinickes Tochter Juliane Caroline Tugendreich.
1788 zog er auf Anraten seines Schwiegervaters nach Berlin, um dort als privater Gehörlosenlehrer zu arbeiten. Am 2. Dezember 1788 unterrichtete er das erste Mal gehörlose Schüler- und Schülerinnen in Berlin.
Zunächst unterrichtete er nach der oralen Methode seines Schwiegervaters. Nach dem Studium der Bücher von I'Epèe und Abbe Sicard wandte er sich allerdings von dieser Methode ab. Er hatte nun die Gebärdensprache als Muttersprache der Gehörlosen erkannt und verwendete sie ganz selbstverständlich im Unterricht. Um 1793 veröffentlichte er seine kombinierte Methode. Hier standen die Gebärdensprache, die Schriftsprache und die Lautsprache im Vordergrund ausgerichtet auf die individuellen Begabungen des einzelnen Schülers. Diese Methode bildet die Grundlage für die heutige bimodal-bilinguale Methode. Unterstützer dieser Methode fand er mit Karl Teuscher (Lehrer in Leipzig), Carl Habermaß (1783–1826, gehörloser Lehrer in Berlin) und Carl Heinrich Wilke (1800–1876, gehörloser Lehrer und Künstler in Berlin).
Im Jahr 1798 kaufte der König von Preußen, Friedrich Wilhelm III., ein Haus in der Linienstraße 110. Eschkes Privatinstitut wurde daraufhin in den Stand eines „Königlich-preußische Instituts für Stumme“ (Königliche Taubstummenanstalt) erhoben. Er wurde der Schuldirektor. Ab 1808 war er Königlich Preußischer Oberschulrat in Berlin.
Ihm zu Ehren heißt die Sonderschule für Gehörlose in der Waldschulallee in Berlin-Westend Ernst-Adolf-Eschke-Schule.

## Einige Werke
- Vorläufige Beantwortung der Frage: ob der allzuhäufige Genuss der Kartoffeln zum Wahnsinn etwas beitrage? (Berlin: Berliner Handpresse, 1981)[10]
- Abc-Buch für Taubstumme Eschke, Ernst Adolf. - Ann Arbor: University Microfilms Internat., 1980, 4., geänd. Aufl.  [Nachdr. d. Ausg.] Berlin, Taubstummen-Inst. u. Maurer in Komm., 1811
- Über den Unterricht der Taubstummen Bauer, Karl Gottfried. - Ann Arbor, Michigan: University Microfilms Internat., 1980, Reprinted, Berlin, Braun, 1801
- Über Stumme Eschke, Ernst Adolf. - Ann Arbor, Michigan: University Microfilms Internat., 1980, Reprinted, Berlin, Pauli, 1791
- Kleine Bemerkungen über die Taubheit
- Parktischer Beytrag zum allgemeinen Unterrichte für Kinder von fünf bis fünfzehn Jahren: 1. u. 2. Versuch
- ab 1791: Zeitschrift "Preussische Flora oder Taubstummenbüchlein für Freunde und Freundinnen der Dichtkunst"
- Taubstummen-Institut zu Berlin: nebst einer Abhandlung: Von der Zeichensprache der Taubstummen
- Theil 1: Der Burgfriede. Erster Theil
- Kindermärchen und Charaden, Dritte geänderte Ausgabe, Berlin 1805[11]